# Rosie Perez
Rosa María "Rosie" Perez (Brooklyn, Nueva York; 6 de septiembre de 1964) es una actriz, coreógrafa, activista, productora y directora de cine y televisión estadounidense  de origen Puertorriqueño. Su debut en el cine llegó de la mano de Spike Lee en la película Do the Right Thing. Es conocida también por su voz nasal y su marcado acento de Brooklyn.

## Vida profesional y privada
Rosie Perez nació en el barrio Bushwick de Brooklyn en Nueva York, hija de Lydia Perez y hermana de 9 niños y niñas. 
Después de graduarse de la escuela secundaria, Rosie se marchó hacia Los Ángeles donde continuó sus estudios en Los Ángeles City College. Luego de audicionar para varios trabajos como bailarina logró conseguir su primera aparición en cámara bailando en el programa Soul Train. 
Una noche, mientras trabajaba como bailarina en una discoteca, llamó la atención de Spike Lee, un director en ascenso que la convocó para su película Do the Right Thing. En ella encarnó a Tina, la novia del personaje de Lee en el filme de 1989 y, a su vez, fue coreógrafa de las escenas de baile del mismo. 
Gracias a esta película, pudo capitalizar su talento para la coreografía y consiguió un puesto como coreógrafa de las Fly Girls, las bailarinas de la serie cómica In Living Color, entre las que se encontraba una novata Jennifer López. Su trabajo en este programa de televisión le valió 3 nominaciones al Emmy.
A partir del año 1993 se la pudo ver en grandes producciones: en White Men Can't Jump, protagonizada por Wesley Snipes y Woody Harrelson, representó a la novia del personaje de Harrelson, obsesionada con competir en el programa de preguntas y respuestas Jeopardy!; en Untamed Heart trabajó junto a Marisa Tomei y Christian Slater y en It Could Happen to You (1994) encarnó a una odiosa y codiciosa esposa para el personaje de Nicholas Cage. La película también contaba con la actuación de Bridget Fonda. 
Su trabajo en la película de 1993, Fearless, protagonizada por Jeff Bridges, le brindó amplio reconocimiento del público y excelentes críticas de la prensa. Ganó varios premios por su actuación y obtuvo una nominación a un Golden Globe. En el filme encarna a una mujer que sobrevive un accidente de avión y no puede dejar atrás la culpa de haber perdido a su bebé en el accidente. 
En 1997 trabajó en la controvertida película del director de culto Álex de la Iglesia Perdita Durango. También ese año, Rosie debutó como productora en el filme/documental SUBWAYStories: Tales from the Underground y en 1999 produjo su segunda película The 24 Hour Woman, que también protagonizó. Ese mismo año contrajo matrimonio con Seth Zvi Rosenfeld. 
Durante los primeros años del 2000, pudo vérsela en filmes como Human Nature y Riding in Cars with Boys, protagonizado por Drew Barrymore. En televisión, tuvo apariciones en series tales como Frasier, Go, Diego! Go!, así como en la película para TV Lakawanna Blues de 2005. También incursionó en el teatro, debutando en Broadway con la obra Frankie and Johnny in the Clair de Lune junto a Joe Pantoliano. 
En el año 2006, la dedicación de la actriz en el activismo por su herencia puertorriqueña llevó a su debut como directora en el documental Yo Soy Boricua, pa’que tu lo sepas!. Dos años más tarde pudo vérsela en Pineapple Express, una comedia en la que representa a una policía corrupta, y en The Take, junto a John Leguizamo, papel que le valió una nominación al Independent Spirit Award. También tuvo una participación en la serie televisiva Lipstick Jungle.
En 2024 aparece en la serie Before protagonizada y producida por Billy Crystal. Interpreta a Denise en 7 de los 10 capítulos de esta serie.

## Filmografía
- Do the Right Thing (1989)
- Night on Earth (1991)
- White Men Can't Jump (1992)
- Untamed Heart (1993)
- Fearless (1993)
- It Could Happen to You (1994)
- Somebody to Love (1994)
- A Brother’s Kiss (1997)
- Perdita Durango (1997)
- Louis & Frank (1998)
- The 24 Hour Woman (1999)
- The Road to El Dorado (voz) (2000)
- King of the Jungle (2000)
- Human Nature (2001)
- Riding in Cars with Boys (2001)
- From the 104th Floor (voz) (2003)
- Exactly (2004)
- All the Invisible Children (2005)
- Just Like the Son (2006)
- The Take (2007)
- Pineapple Express (2008)
- Pete Smalls Is Dead (2010)
- Small Apartments (2012)
- Won't Back Down (2013)
- Fugly! (2013)
- The Counselor (2013)
- Los muertos no mueren (2019)
- Aves de Presa (2020) - Detective Renee Montoya.

### En televisión
- 21 Jump Street (1990) – 1 episodio
- Criminal Justice (1990)  - película para TV
- WIOU (1990-1991) – 4 episodios
- Late Night with David Letterman (1993) – 1 episodio
- In a New Light: Sex Unplugged (1995) – película para TV
- Happily Ever After: Fairy Tales for Every Child (1995) – 1 episodio
- SUBWAYStories: Tales from the Underground (1997) – película para TV
- Widows (2002) – 4 episodios
- One World Jam (2002) – película para TV
- Frasier (1995-2004) – 2 episodios
- Copshop (2004) – película para TV
- Lackawanna Blues (2005) – película para TV
- Go, Diego! Go! (2005)
- Lolo’s Café (voz) (2006)
- Diego’s Moonlight Rescue (2008)
- Lipstick Jungle (2008-2009) – 6 episodios
- Exit 19 (2009) – película para TV
- Law & Order: Special Victims Unit (2009) – 1 episodio
- Lies in Plain Sight (2010) – película para TV
- Da Brick (2011) – película para TV
- Nurse Jackie (2012) – 1 episodio
- Falcón (2012) – 1 episodio
- The Cleveland Show (2012-2013) – 3 episodios (voz)
- Penn Zero: Part-Time Hero (2014-2017) – 9 episodios (voz)
- Elena de Avalor (2016) – 4 episodios (voz)
- Search Party (2016) – 4 episodios
- Nightcap (2017) – 1 episodio
- Pure (2017) – 6 episodios
- Bounty Hunters (2017-2019) – 7 episodios
- Rise (2018) – 10 episodios
- She's Gotta Have It (2019) – 1 episodio
- The Flight Attendant (2020) – 8 episodios
- Now and Then (2022) – Flora[1]
- Your honor/2a temporada (2023)

## Otros créditos
| Año       | Nombre                              | Tipo             | Título               | Notas        |
| --------- | ----------------------------------- | ---------------- | -------------------- | ------------ |
| 1989      | Do the Right Thing                  | Film             | Coreógrafa           | -            |
| 1990-1993 | In Living Color                     | Serie de TV      | Coreógrafa           | 32 episodios |
| 1997      | SUBWAYStories                       | Película para TV | Productora Ejecutiva | HBO          |
| 1999      | The 24 Hour Woman                   | Film             | Co-Productora        | -            |
| 2006      | Yo soy Boricua, pa’que tu lo sepas! | Documental       | Productora Ejecutiva | -            |
| 2006      | Yo soy Boricua, pa’que tu lo sepas! | Documental       | Directora            | -            |

## Premios y distinciones
Premios Óscar
| Año  | Categoría               | Película            | Resultado |
| ---- | ----------------------- | ------------------- | --------- |
| 1994 | Mejor actriz de reparto | Sin miedo a la vida | Nominada  |

| Año  | Ente                     | Premio                               | Serie / Film      | Resultado |
| ---- | ------------------------ | ------------------------------------ | ----------------- | --------- |
| 1990 | Emmy Awards              | Mejor Coreografía                    | In Living Color   | Nominada  |
| 1992 | Emmy Awards              | Mejor Coreógrafa                     | In Living Color   | Nominada  |
| 1993 | Emmy Awards              | Mejor Coreógrafa                     | In Living Color   | Nominada  |
| 1993 | LAFCA Award              | Mejor Actriz de Reparto              | Fearless          | Ganadora  |
| 1993 | BSFC Award               | Mejor Actriz de Reparto              | Fearless          | Ganadora  |
| 1994 | Golden Globe             | Mejor Actriz de Reparto              | Fearless          | Nominada  |
| 1994 | Berlin Int. Film Fest.   | Mención Especial                     | Fearless          | Ganadora  |
| 1998 | Fantafestival            | Mejor Actriz                         | Perdita Durango   | Ganadora  |
| 2000 | ALMA Award               | Mejor Actriz                         | The 24 Hour Woman | Nominada  |
| 2000 | Black Reel Award         | Mejor Actriz                         | The 24 Hour Woman | Nominada  |
| 2006 | Black Reel Award         | Mejor Actriz                         | Lackawanna Blues  | Nominada  |
| 2006 | Image Award              | Mejor Actriz en una película para TV | Lackawanna Blues  | Nominada  |
| 2009 | Independent Spirit Award | Mejor Actriz de Reparto              | The Take          | Nominada  |